# 5704 Schumacher
Az 5704 Schumacher (ideiglenes jelöléssel 1950 DE) egy kisbolygó a Naprendszerben. Karl Wilhelm Reinmuth fedezte fel 1950. február 17-én.